# 中島英彰
中島 英彰（なかじま ひであき、1963年 - ）は、日本の地球惑星科学者、気象学者、気象予報士。国立環境研究所地球システム領域主席研究員。東北大学大学院環境科学研究科客員教授を兼務。オゾンホール、地球温暖化、紫外線によるビタミンDの生成など、大気環境に関する様々な研究を行なっている。第31次、第48次日本南極地域観測隊に参加し、昭和基地にて2回越冬観測に従事。オーロラやオゾンホールの観測を担当した。

## 経歴
- 1963年、大阪府八尾市で生まれる。
- 1982年、大阪星光学院高等学校卒業。
- 1987年、東北大学理学部物理第二学科卒業。
- 1989年、同大学院理学研究科地球物理学専攻修士課程修了。
- 1989年11月～1991年3月、第31次日本南極地域観測隊 [4]・宙空隊員。
- 1993年、東北大学大学院理学研究科地球物理学専攻博士課程修了。博士（理学）。
- 1993年、名古屋大学太陽地球環境研究所大気圏環境部門・助手。
- 1997年、国立環境研究所地球環境研究グループ・主任研究員。
- 2000年、国立環境研究所地球環境研究グループ・総合研究官。
- 2003年、東北大学大学院（連携大学院）環境科学研究科・客員准教授。
- 2006年、国立環境研究所大気圏環境研究領域・主席研究員。
- 2006年11月～2008年3月、第48次日本南極地域観測隊 [5]・気水圏隊員、観測主任。
- 2009年、東北大学大学院（連携大学院）環境科学研究科・客員教授。
- 2011年、国立環境研究所地球環境研究センター地球環境データベース推進室・室長。
- 2014年4月～2014年9月、ドイツ・アルフレッド・ヴェーゲナー研究所（ポツダム）・客員研究員。
- 2014年、内閣府総合科学技術・イノベーション会議事務局・参事官。
- 2016年、国立環境研究所地球環境研究センター・主席研究員。
- 2021年、国立環境研究所地球システム領域・主席研究員。
- 2022年、気象予報士。

## 活動
- 南極昭和基地（69.0°S）で2回越冬した他、北極圏スピッツベルゲン島ニーオルスン基地（78.9°N）で3回冬季観測を行った。またカナダ北極圏コーンウォリス島レゾリュート（74.7°N）にも観測で訪れた事がある。
- 第48次日本南極地域観測隊[5]から帰国後頃から、南極OB会茨城支部の活動の一環として、つくばエキスポセンターに展示されている南極から持ち帰った大原鉄工所製の雪上車SM-254の修復プロジェクト、通称「SMプロジェクト」に従事。2017年には、南極から持ち帰った雪上車としては日本で初めてとなる動態展示を行った[6][7]。2018年と2019年には、雪上車に来場者を乗せて、つくばエキスポセンター構内を走行する試乗会を開催した[8]。
- 2014年にNHKで放映された田中陽希の「グレートトラバース 日本百名山ひと筆書き」に触発されて、2015年頃から日本百名山登山を開始。全山登頂を目指している。2023年5月現在の登頂数は、84座。

## 著書
- 「地球環境調査計測辞典　第1巻陸域編①」2-3「衛星センサーによるオゾン層破壊関連分子の観測」、竹内均監修、フジテクノシステム、2002年12月。ISBN 4-938555-89-1 C3551。
- 「学んで実践！太陽紫外線と上手につきあう方法」、佐々木政子編著、丸善出版、2015年6月。ISBN 978-4-621-08929-3。
- 「低温環境の科学辞典」1.1「オゾンホール」、河村公隆編集、朝倉書店、2016年7月。ISBN 978-4-254-16128-1 C3544。
- 「気候変動の辞典」V.1「オゾン層破壊とその諸影響」、山川修治ほか編集、朝倉書店、2017年12月。ISBN 978-4-254-16129-8 C3544。
- 「図説　世界気候辞典」Topic 24「温室効果ガス（CO2, CH4, O3）」、山川修治ほか編集、朝倉書店、2022年7月。ISBN 978-4-254-16132-8。